# Best Distribution
Best Distribution este o companie de IT din România care se ocupă cu distribuția de jocuri pentru PC-uri și console.
A fost înființată în 1998, iar din 2008 a fost preluată integral de compania CD Media din Grecia, unul dintre principalii distribuitori de jocuri din Europa de Est.
În septembrie 2011, compania deținea 75% din vânzările de jocuri din România.
Cifra de afaceri în 2010: 8,8 milioane euro